# Шамар Тинлей Кунчаб
Шамар Тинлей Кунчаб (1948 – 1950) е тринадесетото прераждане на втората най-стара линия на съзнателно прераждащи се будистки лами на Тибет. От аналите на Карма Кагю за него се знае, че е живял по-малко от две години и умира без да е официално разпознат и интронизиран. В Будизма краткият живот при високореализирани учители винаги се разглежда в контекста на кармата на учениците и връзката им със своя учител.